# ジークフリート・リーデル
ジクフリート・リーデル（Sigfrid Riedel、1918年9月3日 – 2018年5月4日）は、ドイツ民主共和国（東ドイツ）の軍人。国家人民軍参謀総長を務めた。

## 経歴
ザクセン王国のエルツ山地にあるノイヴェルトに冶金工の息子として生まれる。学校を卒業後、販売補助員の修業をした。少年期から政治活動に参加し、1929年から1933年までドイツ共産党系のピオネール団に加盟していた。修業後の1939年から翌年にかけて国家勤労奉仕に従事。第二次世界大戦の勃発とともにドイツ国防軍陸軍に徴兵され、曹長(Feldwebel)にまで昇進した。1945年にアメリカ軍の捕虜となった。
釈放後ドイツ共産党に入党し、1947年まで故郷の労働局長を務めた。1949年までアウエのドイツ人民警察郡庁人事部長を務める。ソビエト連邦で特別教育を受けた後、1950年から1952年まで人民警察ライプツィヒ支部で参謀長を務める。その後、兵営人民警察に入隊しパーセヴァルク管区参謀長となる。1953年から1954年はポツダム管区参謀長。兵営人民警察本部で1年間参謀長を務めた後、1955年から1957年までソ連参謀アカデミーで学んだ。卒業後国防省で副参謀総長に就任、1960年から1967年まで参謀総長および国防次官（副国防相）を務めた。
1959年に東ドイツ建国10周年にあわせて少将、1963年に中将に昇進。1967年から1982年まで閣僚評議会計画部長および国務次官を務めた。1983年1月に退役した。
2018年5月4日に死去。99歳没。